# Алберт Ферер
Албе́рт Фере́р Лио́пис (на испански: Albert Ferrer i Llopis) е бивш испански футболист, играл като десен защитник и настоящ треньор по футбол.
В началото на 90-те години като състезател на Барселона е част от „Дрийм тийма“ на Йохан Кройф.  с който печели пет шампионски титли на Примера дивисион, две купи на Краля, четири суперкупи на Испания, една Шампионска лига, две Суперкупи на УЕФА и една купа на носителите на национални купи.
С испанския национален отбор участва на две световни първенства.

## Състезателна кариера
Алберт Ферер е рожба на прочутата школа на Барселона – Ла Масия. Започва професионалната си кариера във втория отбор на Барселона. През зимната пауза на сезон 1989-90 е пратен под наем в отбора на Тенерифе, с екипа на който прави своя дебют в Примера дивизион на 19-годишна възраст. Това се случва на 14 януари 1990 г. в шампионатен мач срещу Малага.
След края на шампионата се завръща в Барса и се превръща в титулярен състезател на десния бек в продължение на осем сезона. Става част от т.нар. „Дрийм тийм“ на клуба, воден от тандема Йохан Кройф / Карлос Рексач с който постигна най-добрите успехи в своята кариера. Играе пет европейски финала, печели пет шампионски титли на Примера дивисион, две купи на Краля, четири суперкупи на Испания, една Шампионска лига, две Суперкупи на УЕФА и една купа на носителите на национални купи.
През 1998 г. е обявен за ненужен от новия треньор Луис ван Гаал и през месец юни след над 250 мача са каталунския гранд Ферер напуска и подписва с Челси за трансферната сума от 2,2 милиона паунда. За „лондончани“ играе в продължение на пет години, записва 113 срещи, има един спечелен и един загубен финал от турнира ФА Къп, печели Къмюнити Шийлд, достига до четвъртфинал в Шампионската лига.
След изтичане на договорът му през май 2003 г. Ферер прекратява кариерата си на 33-годишна възраст.

## Национален отбор
За испанския национален отбор Ферер записва 36 срещи. Дебютът му е в контролата срещу Уругвай, играна на 4 септември 1991 г. в Овиедо и завършила 2:1 в полза на домакините. Носител е на златен медал от летните олимпийски игри в Барселона 1992. Участва на Мондиал 94 и Мондиал 98.

## Треньорска кариера
След кратък престой като спортен коментатор за испанска телевизия Алберт Ферер прави първите си стъпки като треньор през 2010 г., когато поема холандския Витесе. Престоят му в тима от Арнем продължава едва 8 месеца. Уволнен е след като тимът финишира 15-и в Ередивизи и едва се спасява от изпадане. През 2012 г. световните медии го спрягат като един от асистентите на Тито Виланова в Барселона.

## Успехи
Барселона
- Купа на европейските шампиони 1991/92
- Суперкупа на УЕФА (2): 1992, 1997
- Купа на носителите на купи (1): 1996-97
- Примера дивисион (5): 1990-91, 1991-92, 1992-93, 1993-94, 1997–98
- Купа на краля (2): 1996–97, 1997–98
- Суперкопа де Еспаня (4): 1991, 1992, 1994, 1996

 Челси
- Суперкупа на УЕФА (1): 1998
- ФА Къп (1): 1999–2000
- Къмюнити Шийлд (1): 2000

Национален отбор на Испания
- Летни олимпийски игри - Барселона 1992